# 이경영 (1958년)
이경영(1958년 6월 16일~)는 대한민국의 배우이다.
서울예전 연극과를 졸업하였다. 1977년 연극배우 첫 데뷔하였고 군 복무를 마친 이후에는 1982년 한국방송공사의 10기 공채 성우 데뷔하였으며 1년 동안 성우 활동을 하였고 1983년 KBS 18기 공채 탤런트로 재입사하였다. 1983년 KBS 드라마 《보통 사람들》에서 연기자로 데뷔하였다.

## 학력
- 서울예전 연극과

## 경력
- 1982	KBS 공채 18기 성우
- 1983	KBS 공채 10기 텔런트
- 세한대학교 뮤지컬학과 교수

## 출연작

### 텔레비전 드라마
- 1981년~1983년: KBS1 《보통사람들》
- 1984년~1985년: KBS1 《사랑하는 사람들》
- 1985년~1986년: KBS2 《빛과 그림자》
- 1985년~1986년: KBS2 《즐거운 우리집》
- 1986년~1987년: KBS2 《내 마음 별과 같이》
- 1987년~1988년: KBS2 《욕망의 문》
- 1987년: KBS1 《사랑이 꽃피는 나무》
- 1988년: KBS2 《순심이》
- 1989년: KBS2 《무풍지대》망치 역
- 1990년: KBS2
  - 《5학년 3반 청개구리들》
  - 《그대 아직도 꿈꾸고 있는가》
  - 《가을에 온 손님》
- 1991년: KBS2
  - 《그리고 흔들리는 배》
  - 《대추나무 사랑걸렸네》 - 박진국 역
- 1991년~1992년: MBC 《여명의 눈동자》
- 1992년: KBS2 형
- 1993년~1994년: KBS1 《삼국기》 - 부여융 역
- 1994년: KBS1 《먼동》
- 1994년: SBS 《한강 뻐꾸기》- 한상구 역
- 1994년: KBS2
  - 《한명회》
  - 《남자는 외로워》
- 1994년~1996년: SBS 《까치네》
- 1995년: KBS2 《서궁》 - 박자홍 역
- 1995년: KBS1 《김구》
- 1996년: SBS 《안중근》
- 1995년~1996년: KBS1 《찬란한 여명》 - 이인종 역
- 1996년: SBS 《만남》
- 1996년~1998년: KBS1 《용의 눈물》 - 이제 역
- 1998년~2000년: KBS1 《왕과 비》 - 권자신, 김일손 역
- 2000년~2001년: KBS2 《천둥소리》
- 2001년~2002년: SBS 《여인천하》 - 자암 김구 역
- 2001년~2002년: KBS2 《명성황후》 - 허욱 역
- 2002년~2003년: KBS1 《제국의 아침》 - 애술 역
- 2002년: SBS 《엄마의 노래》
- 2002년~2003년: SBS 《야인시대》 - 육군본부 정보국장 장도영 대령 역
- 2003년~2004년: KBS1 《무인시대》 - 조환관 역
- 2003년~2005년: MBC 《실화극장 죄와 벌》 - 각종 단역
- 2004년: SBS 《장길산》
- 2004년~2005년: KBS1 《불멸의 이순신》 - 겐소 역
- 2004년~2005년: MBC 《영웅시대》 - 의사 역
- 2005년: MBC 《제5공화국》 - 남영식 역(싱가포르 대사관 부이사관)
- 2005년: SBS 《다이아몬드의눈물》
- 2005년~2007년: MBC 《현장기록 형사》
- 2006년~2007년: MBC 《주몽》
- 2006년~2007년: SBS 《연개소문》 - 연정토 역
- 2007년~2008년: SBS 《왕과 나》 - 이세좌 역
- 2007년~2008년: MBC 《이산》 - 한준호 역
- 2007년~2008년: MBC 《뉴하트》 - 형사 역
- 2008년: SBS 《식객》 - 성찬 부 역
- 2008년: KBS1 《대왕세종》 - 민무질 역
- 2010년: SBS
  - 《검사 프린세스》 - 김윤식 역
  - 《자이언트》 - 오세광 역
- 2011년: SBS
  - 《신기생뎐》 - 마이준의 지인 역
  - 《북만벌 칼을 가는 나그네 백야 김좌진 장군》
- 2012년: MBC 《무신》 - 정안 역
- 2013년: SBS 《야왕》- 한영석 역
- 2013년: MBN 《대한민국 정치비사》 - 전 중앙정보부 차장 이철희 역
- 2014년: SBS 《쓰리 데이즈》 - 김기범 역
- 2014년~2015년: MBC 《전설의 마녀》 - 박상준 재무이사 역
- 2015년~2016년: KBS1 《우리집 꿀단지》 - 오영호 역
- 2016년: MBC 《몬스터》
- 2016년: 채널A 《천일야사》 - 각종 단역 (비고정)
- 2017년: 네이버TV 《나의 아름다운 신분 세탁소》 - 회장님 역
- 2021년~2022년: KBS1 《태종 이방원》 - 심효생 역

### 영화
- 《쇠파리》 (2017년) - 주 회장 역
- 《미친도시》 (2018년) - 병수 역

### 시사 교양
- 2015년 TV조선 《이것은 실화다》 - 판사 역

### 라디오 프로그램
- 2015년 EBS 《EBS 책 읽는 라디오 낭독 시리즈》

## 수상
- 1985년 제21회 백상예술대상 연극부분 신인연기상